# Altes Joanneum

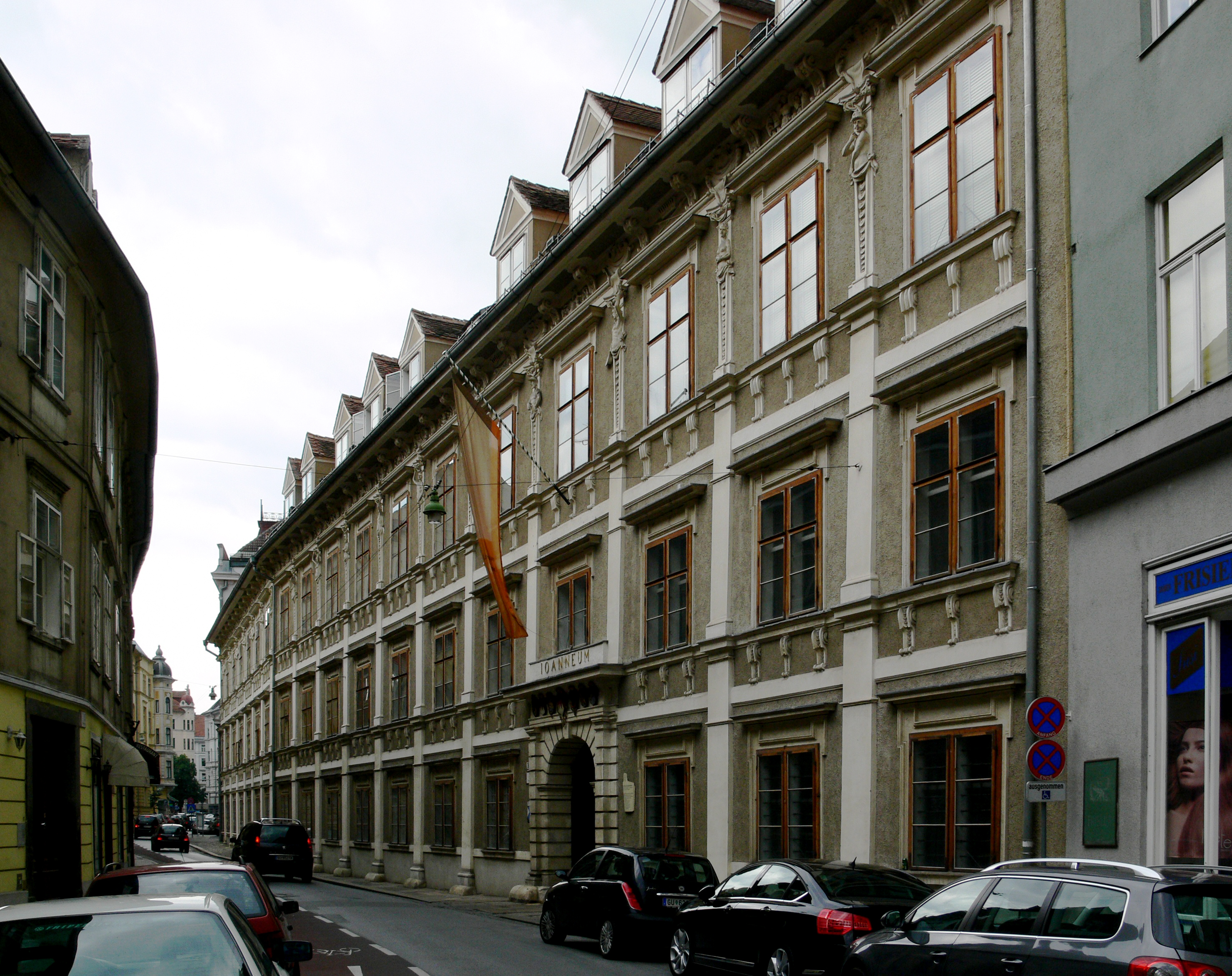
Außenfassade in der Raubergasse

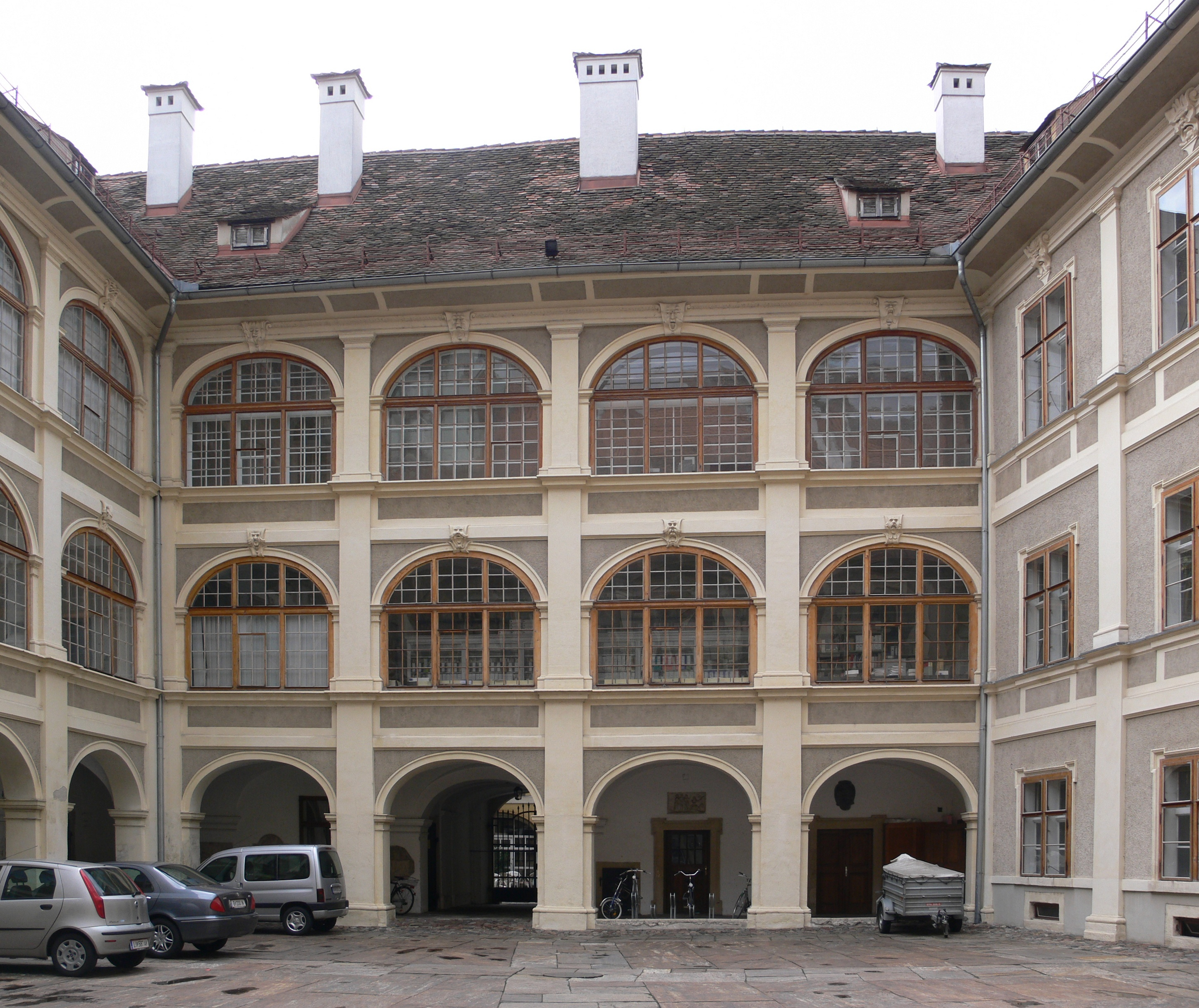
Innenhof

Das Alte Joanneum, der ehemalige Sankt-Lambrechter-Stiftshof und Lesliehof, beherbergt das Naturkundemuseum (eine mineralogische, eine zoologische sowie eine botanische Ausstellung des Universalmuseum Joanneum). Es befindet sich im Grazer Joanneumsviertel im Bezirk Innere Stadt. Der Eingang befindet sich im gemeinsamen Besucherzentrum, der auch als Zutritt für die Neue Galerie, die Multimediale Sammlung und die Steiermärkische Landesbibliothek agiert. Die Adresse ist Raubergasse 10. Das Gebäude steht unter Denkmalschutz.

## Geschichte
Der ehemalige „Lesliehof“, das heutige Alte Joanneum wurde 1665 bis 1674 von Baumeister Domenico Sciassia als Stiftshof für Sankt-Lambrecht – das obersteirische Benediktiner Stift St. Lambrecht – errichtet. Bereits im 16. Jahrhundert gab es an dieser Stelle den sogenannten Rauberhof, einen alten Adelshof der Freiherrn von Rauber, nach dem die heutige Raubergasse benannt ist. Zwischen 1684 und 1802 befand sich das Gebäude im Besitz der Grafen von Leslie, daher der Name Lesliehof.
Seit 1811 ist in den Räumlichkeiten das von Erzherzog Johann gestiftete Landesmuseum Joanneum – heute Universalmuseum Joanneum – untergebracht. Darin befinden sich die Abteilungen für Geologie, Mineralogie, Zoologie und Botanik.
In unmittelbarer Nähe des Joanneums stand bis 1883 das Neutor, dazwischen lag der alte botanische Garten. Ende des 19. Jahrhunderts, nach Abbruch der Befestigungsanlagen und dem Bau des „Neuen Joanneums“ erhielt der alte Lesliehof die Bezeichnung „Altes Joanneum“. Das neue, sogenannte Joanneumsviertel beherbergt heute neben den beiden Stammhäusern die Steiermärkische Landesbibliothek mit ihrem Gebäude in der Kalcherberggasse Nr. 2. Seit 2011, dem 200-jährigen Jubiläum des von Erzherzog Johann begründeten Museums Joanneum, existiert der neu gestaltete, zentrale Zugangsbereich mit diversen Sammlungen. Mitte März 2013 wurde das Naturkundemuseum im Alten Joanneum nach Umbau eröffnet.